# Moneta variabilis
Moneta variabilis är en spindelart som beskrevs av William Joseph Rainbow 1920. Moneta variabilis ingår i släktet Moneta och familjen klotspindlar. Inga underarter finns listade i Catalogue of Life.